# Cristina Corrales
Cristina Corrales Real  (La Paz, Bolivia; 5 de diciembre de 1962 –  30 de abril de 2010) fue una periodista, locutora de radio, presentadora de televisión y política boliviana.  

## Trayectoria profesional

### Radio
Comenzó su carrera profesional en Radio Cristal, emisora que acogía a referentes de la comunicación de la época como Lorenzo Carri, allí tuvo como compañeros a Mario Espinoza y Carlos Mesa.

#### Cristina y Usted
Posteriormente trabajó en Radio Panamericana, luego fue la Locutora estrella de Radio Fides con su programa Cristina y usted a finales de la década de los años 1980, fue la iniciadora de la vocación social de la emisora, el programa matinal bajo su conducción llegó a tener una gran audiencia desde su primera emisión el 4 de abril de 1988, aportando al crecimiento de la popularidad de Radio Fides, esto supuso la rivalidad de la emisora con Radio Metropolitana, a la cabeza de Carlos Palenque.
El programa llegó a tener uno de los índices de audiencia más altos en las ciudades de La Paz y El Alto, empezó como un espacio con formato de revista informativa y luego se transformó en una palestra de ciudadanos similar a la Tribuna Libre, programa de Palenque.
En Fides fundó la campaña navideña  «Por la sonrisa de un niño», coorganizada  por el sacerdote católico y periodista hispano-boliviano Eduardo Pérez Iribarne, quien fuera su compañero de trabajo.

### Televisión
Posteriormente incursionó en la televisión con el programa Crónicas en Canal 7 , también trabajó en PAT como jefa de prensa y después en Bolivision con su programa ¨Cristina y Usted¨. Corrales caracterizó su carrera por ser la periodista que cubría todos los acontecimientos coyunturales del momento.

### Documental sobre la Asamblea Constituyente
Corrales fue la única periodista que realizó un registro diario de las sesiones durante la  Asamblea Constituyente de Bolivia llevada a cabo en Sucre, ciudad a la que se trasladó tras dejar la política y ante las adversidades que se le presentaron al intentar volver a los medios en La Paz, el registro de estas sesiones les permitió realizar el documental El Triunfo del pueblo, reconocido en 2009 con el Premio latinoamericano de Radio, en Ecuador. La periodista viajó a Quito en 2010 a recibir el galardón.

## Vida personal
Se casó con el político Gonzalo Ruiz Paz ideólogo de izquierda y fundador del partido CONDEPA, con quien tuvo 2 hijos: Simón y Juan Gonzalo.

## Trayectoria política
La popularidad local y nacional que obtuvo con su trayectoria periodística la impulsó a presentar su candidatura a la Alcaldía de La Paz junto al partido político Vanguardia Revolucionaria 9 de abril (VR-9). En dicha elección Cristina no alcanzó a ganar la alcaldía paceña pero si para ser la presidenta del Consejo Municipal de La Ciudad de La Paz – Bolivia.
Cristina Corrales fue elegida presidenta del Honorable Consejo Municipal de La Paz entre 1999 y 2005. En el año 2000 recibió en el Palacio consistorial de la Alcaldía Municipal de La Paz a los reyes de España, el Rey Juan Carlos de Borbon y la Reina Sofía de Grecia,Hugo Chávez Frías y las distintas personalidades mundiales que llegaban a la ciudad.
El año 2000 Cristina seguiría la fiscalización del alcalde de esa época Juan del Granado denunciando varias irregularidades en dicha gestión, denuncias que le costarían la guerra política de parte del ya mencionado alcalde de esa época. Dentro de dicha guerra política Cristina fue perseguida durante años por distintas calumnias que pretendían manchar su imagen, pero el año 2009 acaba desmintiendo todas.  
Asimismo impulsó en octubre de 2000 la movilización de periodistas bolivianos que obligó al Senado a dar pie atrás en su pretensión de aprobar la reposición de la "Ley Mordaza" del exsenador por ADN, Mario Rolón Anaya, también habilitó albergues de invierno para la gente sin hogar durante su gestión.

## Premios y distinciones
- Premio de periodismo andino, Caracas Venezuela corporación Andina de Fomento (CAF), SOBRE EL Libertador Simón Bolívar (1989).
- Premio Mundial de Radio PRIX FUTURA, Berlín – Alemania (1990).[8]
- Periodista Destacada del Año Washington D.C – EE. UU. (1998).
- Premio ¨Maya¨, Mejor locutora de radio (1999).
- Premio ¨Maya¨, Mejor Concejal de Bolivia (2000).
- Premio ¨Milenio¨, Galardón Andino a la Excelencia (2000).
- Premio Latinoamericano de Radio otorgado por la Universidad Andina Simón Bolívar, RNES de España y Radio Netherland de 312 seleccionados de América Latina (2010).
- Premio póstumo; ¨Prócer Pedro Domingo Murillo¨ en Grado de Honor al Mérito (julio de 2010).

## Homenajes
En 2011 una avenida de la ciudad de La Paz que une las zonas de Koani y Achumani fue designada en su honor, colocándose una plaqueta conmemorativa.